# Richard Stuart Lake

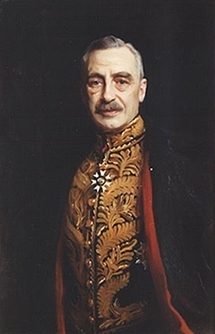
Richard Stuart Lake

Sir Richard Stuart Lake, KCMG (* 10. Juli 1860 in Preston, Lancashire, England; † 23. April 1950 in Victoria, British Columbia) war ein kanadischer Politiker. Von 1905 bis 1911 war er konservativer Abgeordneter im Unterhaus, von 1915 bis 1921 Vizegouverneur der Provinz Saskatchewan.

## Biografie
Lake, der Sohn eines Offiziers, wuchs in der Grafschaft Westmorland im Dorf Milnthorpe auf. Er war ab 1878 Beamter im Dienste der britischen Marine und in dieser Funktion auf Zypern stationiert. 1883 wanderte er zusammen mit seinem Bruder in die damaligen Nordwest-Territorien aus, die Eltern zogen ein Jahr später nach. Lake war dort als Vizepräsident der Weizenbauernvereinigung und als Friedensrichter tätig. Abgesehen von einer fünfmonatigen Unterbrechung vertrat er von 1898 bis 1903 den Wahlbezirk Grenfell in der Legislativversammlung der Nordwest-Territorien.
Bei der Unterhauswahl 1904 kandidierte Lake mit Erfolg für die Konservativen im Wahlbezirk Qu’Appelle. Nachdem er seinen Sitz 1908 mit 50,3 % der Stimmen verteidigen konnte, unterlag er bei der Unterhauswahl 1911 ähnlich knapp dem liberalen Kandidaten. Anschließend arbeitete er für die Public Service Commission, die Personalkommission der Provinz Saskatchewan. Generalgouverneur Prinz Arthur vereidigte Lake am 18. Oktober 1915 als Vizegouverneur von Saskatchewan. Dieses repräsentative Amt übte er bis zum 17. Februar 1921 aus. Für seine Verdienste als Vorsitzender der Rotkreuz-Sektion Saskatchewan während des Ersten Weltkriegs wurde er 1918 zum Ritter geschlagen.
Lake war seit 1910 mit Dorothy Marion Schreiber Fletcher (1885–1975) verheiratet. 
Lake schlug eine zweite Amtszeit als Vizegouverneur aus und zog nach Victoria, wo er sich weiterhin für das Rote Kreuz einsetzte. Von einer Reise nach Großbritannien zurückkehrend, befand er sich am 3. September 1939 mit seiner Frau an Bord der Athenia, als das Schiff von einem deutschen U-Boot torpediert wurde. Die Lakes überlebten den Zwischenfall.